# Alias (명령어)
컴퓨팅에서 alias는 다양한 명령 줄 인터프리터(워드를 다른 문자열로 치환할 수 있는 유닉스 셸, 4DOS/4NT, 윈도우 파워셸 등의 셸)의 명령어이다. 시스템 명령어를 단축시키기 위해 주로 사용되며, 그 외에 주기적으로 사용되는 명령어에 기본 변수를 추가하기 위해 사용된다. MS-DOS와 마이크로소프트 윈도우 운영 체제의 앨리어스 기능은 도스키(DOSKey) 명령 줄 유틸리티를 통해 제공된다.
alias는 셸 세션이 생존하는 동안에만 지속된다. 주로 사용되는 별칭들은 셸의 구성 파일(csh의 경우 ~/.cshrc 또는 시스템 전역 /etc/csh.cshrc, 배시의 경우 ~/.bashrc 또는 시스템 전역 /etc/bashrc 또는 /etc/bash.bashrc for bash)에서 설정할 수 있으며 일치하는 셸 세션이 시작되자마자 이용이 가능하다. alias 명령어들은 설정 파일에 직접 기록하거나 별도의 파일에서 source시켜서 쓸 수 있으며 이름은 보통 .alias(여러 개의 셸을 사용할 경우 .alias-bash, alias-csh 등)로 명명한다.

## 별칭 만들기

### 유닉스
비영구적인 별칭은 alias 명령에 이름/값 쌍을 인자로 지정하여 만들 수 있다. 유닉스 셸에서 문법은 다음과 같다:
```
 
alias
 
copy
=
'cp'

```

### C 셸
이와 동일한 C 셸이나 tcsh 셸의 문법은 다음과 같다:
```
 
alias 
copy 
"cp"

```

이 별칭의 의미는 copy 명령을 셸에서 읽으면 cp로 바꾸어서 대신 명령이 실행되게끔 하는 것을 뜻한다.

### 4DOS
4DOS/4NT 셸에서 다음의 문법을 사용하여 cp를 4DOS의 copy 명령어의 별칭으로 정의할 수 있다:
```
alias cp copy
```

### 윈도우 파워셸
윈도우 파워셸에서 새로운 별칭을 만들려면 new-alias cmdlet을 사용하면 된다:
```
 
new-alias
 
ci
 
copy-item

```

실행 시 copy-item cmdlet으로 치환되는 ci라는 이름의 새로운 별칭을 만든다.
파워셸에서 별칭은 명령의 기본 인자를 지정하기 위해 사용하는 것은 불가능하다. 이는 파워셸 환경 변수 중 하나인 $PSDefaultParameterValues 콜렉션에 항목들을 추가함으로써 수행할 수 있다.

## 역사
유닉스에서 alias는 C 셸에 도입되었으며 tcsh와 배시와 같은 파생 셸들에도 생존해 있다. C 셸의 별칭들은 하나의 줄까지로 제한되었다. 단순한 바로 가기 명령을 만드는 데는 유용하였으나 더 복잡한 구성체에는 적합하지 않았다. 구 버전의 본 셸은 alias를 제공하지 않았으나 csh alias 개념보다 더 강력한 기능들을 제공하였다. csh의 alias 개념은 배시와 콘 셸(ksh)에 도입되었다.

## 별칭 제거
유닉스 셸과 4DOS/4NT에서 별칭들은 unalias 명령어를 실행하여 제거할 수 있다:
```
 
unalias
 
copy
          
# Removes the copy alias

 
unalias
 
-a
            
# The -a switch will remove all aliases; not available in 4DOS/4NT

```

```
unalias *             # 4DOS/4NT equivalent of `unalias -a` - wildcards are supported
```

윈도우 파워셸에서 별칭은 remove-item을 사용하여 alias:\ 드라이브를 통해 제거할 수 있다:
```
 
remove-item
 
alias
:
ci
  
# Removes the ci alias

```

## 일반적인 별칭
배시 셸에서 일부 흔히 쓰이는 별칭들은 다음과 같다:
```
alias
 
ls
=
'ls --color=auto'
 
# use colors

alias
 
la
=
'ls -Fa'
          
# list all files

alias
 
ll
=
'ls -Fls'
         
# long listing format

alias
 
rm
=
'rm -i'
           
# prompt before overwrite (but dangerous, see rm for a better approach)

alias
 
cp
=
'cp -i'
           
# prompt before overwrite (same general problem as the rm)

alias
 
mv
=
'mv -i'
           
# prompt before overwrite (same general problem as the rm)

alias
 
vi
=
'vim'
             
# use improved vi editor

```

Standard aliases of Windows PowerShell include:
```
 
new-alias
 
cd set-location

 
new-alias
 
ls get-childitem

 
new-alias
 
dir get-childitem

 
new-alias
 
echo write-output

 
new-alias
 
ps get-process

 
new-alias
 
kill stop-process

```